# 忍ジャニ参上! 未来への戦い
『忍ジャニ参上! 未来への戦い』（にんジャニさんじょう みらいへのたたかい）は、2014年6月7日に公開された日本映画。主演は関西ジャニーズJr.で、松竹とのコラボ企画の第2弾として制作された。5月8日に行われた試写会には550席に対して8万8000通の応募があり、倍率は160倍を記録した。

## キャスト
キャスト出典

### 西の忍者
- カザハ - 重岡大毅（回想のカザハ：永瀬廉）
- フウト - 小瀧望（回想のフウト：大西流星）
- ホウジ - 平野紫耀
- ソラ - 神山智洋
- キスケ - 向井康二
- ライト - 桐山照史
- ゲンゾウ - 桂ざこば

### 東の忍者
- ハヤテ - 森本慎太郎
- カゲマル - 京本大我

### 郡山新田藩
- 本多政利 - 渋谷天外
- 寺井主膳 - 京本政樹（特別出演）
- 戸田直時 - 中間淳太
- 剛奇 - 長江英和

### その他
- 徳川光貞 - 若林豪（特別出演）
- ヨエモン - 甲本雅裕

## スタッフ
- 脚本 - たかひろや
- 監督 - 井上昌典
- 主題歌 - ジャニーズWEST「バンザイ夢マンサイ！」（Johnny's Entertainment ）[6]
- 音楽 - 田中望
- 制作 - 高橋敏弘
- プロデューサー - 斎藤寛之
- 撮影 - 山本浩太郎
- 照明 - 奥田祥平
- 美術 - 馬場正男、原田哲男
- 録音 - 松田悟
- 編集 - 今西杏奈
- アクション監督 - 小原剛
- VFXプロデューサー - 浅野秀二
- 助監督 - 田中網一
- 企画協力 - ジャニーズ事務所
- 制作協力 - 松竹株式会社演劇本部
- 制作プロダクション - 松竹撮影所
- 配給 - 松竹
- 製作著作 - 「忍ジャニ参上！」製作委員会

## テレビ放送
| 放送日        | 放送時間     | 放送局               | 備考         |
| ------------- | ------------ | -------------------- | ------------ |
| 2021年1月28日 | 木曜 23:00 - | 時代劇専用チャンネル | テレビ初放送 |
| 2021年8月4日  | 水曜 23:00 - | 時代劇専用チャンネル | [ 8 ]        |